# Johannes K. Soyener
Johannes K. Soyener (eigentlich Johannes Klaus Loohs; * 13. September 1945 in Altötting; † 18. Dezember 2018 in Bremen) war ein deutscher Schriftsteller.

## Biografie
Soyener begann bereits in seiner Jugend mit dem Schreiben, betrieb es aber lange Zeit nur im Nebenberuf. Er machte eine Ausbildung als Chemotechniker, bildete sich zum Chemieingenieur weiter und war lange Zeit in leitender Stellung bei einem großen, deutschen Pharmakonzern tätig.
Über den Segelsport gelangte er zur Beschäftigung mit historischen Großseglern und galt schon bald als Experte für das Seekriegswesen des 15.–19. Jahrhunderts. Eines seiner bekanntesten Bücher ist Der Meister des Siebten Siegels, welches er zusammen mit dem ebenfalls aus Bayern stammenden Wolfram zu Mondfeld schrieb. Dieses Buch hat, obwohl es hauptsächlich an Land spielt, insofern mit dem Thema Seekriegsgeschichte zu tun, als es darin um eine damals neuartige Technik des Kanonengusses geht, die nach Meinung Soyeners beim Sieg der Briten über die Spanische Armada eine wichtige Rolle gespielt haben könnte. Die Inhalte des Romans dienten auch als Vorlage des Dokumentationsfilmes „Das Imperium schlägt zurück“, gesendet in der Reihe „Mission X / ZDF 2002“.
Eines seiner Werke ist der dokumentarische Roman Sturmlegende – Die letzte Fahrt der Pamir. Der Autor fand durch umfangreiche Recherchen die Akten der „Stiftung Pamir und Passat“ im Staatsarchiv Bremen, die zuvor unbekannt gewesen waren. Diese wiederum stammen aus einer Anwaltskanzlei, die Stiftung und Reederei 1958 bei der Seeamtsverhandlung in Lübeck vertrat. Der Aktenlage nach war die Stiftung finanziell nicht in der Lage, dringend erforderliche Reparaturarbeiten auf der Pamir durchzuführen; besonders das Hochdeck war marode und leckte stark. Der Wassereinbruch im Hochdeck war laut Seeamtsbericht mit ursächlich für die Kenterung der Pamir. Ebenso geben die Akten Auskunft über gravierende Personalprobleme. Unter anderem herrschte ein Mangel an geeigneten Offizieren für Führung und Ausbildung der Kadetten auf der Pamir, insbesondere vor der letzten Reise.
Sein letztes Buch war der Kriminalroman Toteissee, der zur 1200-Jahr-Feier der Gemeinde Soyen (Oberbayern) veröffentlicht wurde.
Johannes K. Soyener arbeitete bis zu seinem Tod als freier Schriftsteller in Bremen.

## Werke (Auswahl)
Belletristik
- Der Chirurg Napoleons. Historischer Roman. Bastei Lübbe, Bergisch Gladbach 2009, ISBN 978-3-404-26914-3 (früherer Titel „Der Schatten des Kaisers“).
- Der Meister des siebten Siegels. Roman. Lübbe, Bergisch Gladbach 1996, ISBN 3-404-12586-X (zusammen mit Wolfram zu Mondfeld).
- Das Pharma Komplott. Thriller. Lübbe, Bergisch Gladbach 2008, ISBN 978-3-404-15806-5.
- Teeclipper. Roman. Bastei Lübbe, Bergisch Gladbach 2000, ISBN 3-404-14416-3.
- Die Venus des Velazquez. Roman. Lübbe, Bergisch Gladbach 2001, ISBN 3-785-72063-7 (zusammen mit Bartolomeo Bossi).
- Toteissee, Rosenheimer Verlagshaus 2016, ISBN 3-475-54581-0

Sachbücher
- Die Schiffe des Christoforo Colombo. Santa María, Niña, Pinta. Koehler, Herford, 1993, ISBN 3-7822-0516-2 (zusammen mit Peter Holz).
- Sturmlegende. Die letzte Fahrt der Pamir. Lübbe, Bergisch Gladbach 2007, ISBN 978-3-404-15932-1.